# Amzara
Amzara nebo Cheivani (abchazsky Амзара, rusky Амзара, gruzínsky ხეივანი – Cheivani) je vesnice v Abcházii v okrese Gagra na pobřeží Černého moře. Leží přibližně 3 km východně od hranic s Ruskem a přibližně 12 km západně od okresního města Gagra. Obec sousedí na západě s Gjačrypšem, ke kterému těsně přiléhá a hranici tvoří jedna ze společných ulic, na severu s Mahadyrem a na východě s Candrypšem, s kterým hraničí podél toku říčky Lapsta. Ačkoliv všechny tři obce tvoří souvislou zástavbu, každá z nich má vlastní správu. Obcí vede silnice spojující Rusko se Suchumí a také železnice.

## Vesnický okrsek Amzara
Amzara je vesnické správní centrum s oficiálním názvem Vesnický okrsek Amzara (rusky Амзарская сельская администрация, abchazsky Амзара ақыҭа ахадара). Za časů Sovětského svazu byl současný okrsek součástí Gantiadského selsovětu (Гантиадский сельсовет). Součástí vesnického okrsku Amzara jsou následující části:
- Amzara (Амзара)

Vesnický okrsek Amzara

- Asabulej (Асабулеи) – do 1948 rusky Kultučastki (Култучастки), od 1948 do 1992 gruzínsky Kultubani (კულტუბანი)
- Lapstarcha (Лаԥсҭарха) – do 1948 rusky Baranovo (Бараново), od 1948 do 1992 gruzínsky Calkoti (წალკოტი)
- Chsyrchu / Chsyrchvitvara (Хсырхә / Хсырхәитәара) – do 1992 rusky Šafranovo (Шафраново, gruzínsky შაფრანოვო)

## Dějiny
Tato obec se ještě v 19. století nazývala abchazsky Amzara, v překladu do češtiny to znamená Bor nebo Borový les. Od roku 1867 do 1944 byla obec známa pod názvem Pilenkovo, později Jermolovsk po ruském generálovi Alexeji Petrovičovi Jermolovovi. Od roku 1944 do 1993 se tomuto sídlu říkalo Cheivani (gruzínsky ხეივანი), což v gruzínštině znamená alej. Cheivani bylo tehdy včleněno pod Gantiadský selsovět. Podobně byly přejmenovány i tři okolní vesničky, jež spadají do současného vesnického okrsku. Ještě během války v Abcházii byla obec v roce 1992 přejmenována separatisty zpět na Amzara, podobně byly přejmenovány i okolní obce, a osamostatněna. V současnosti tvoří vlastní vesnický okrsek. Většina obyvatel během války uprchla z Abcházie.

## Obyvatelstvo
Dle nejnovějšího sčítání lidu z roku 2011 je počet obyvatel vesnického okrsku 1303 a jejich složení je následovné:
- 1029 Arménů (79,0 %)
- 124 Rusů (9,5 %)
- 118 Abchazů (9,1 %)
- 32 příslušníků ostatních národností (2,4 %)

V roce 1989, před válkou v Abcházii žilo v Cheivani 3096 obyvatel.
V roce 1959 žilo v Cheivani 3040 obyvatel a v celém Gantiadském selsovětu 9554 obyvatel.